# Loreglia
Loreglia ist eine Gemeinde in der italienischen Provinz Verbano-Cusio-Ossola (VB) in der Region Piemont.

## Lage und Einwohner
Loreglia liegt 25 km westlich von der Provinzhauptstadt Verbania entfernt im Valle Strona. Das Gemeindegebiet umfasst eine Fläche von 9,15 km² und hat 209 Einwohner (Stand 31. Dezember 2023). Zu Loreglia gehören die Fraktionen (Frazioni) Chesio, Noseglio und Prelo. Loreglia ist Teil der Berggemeinde Due Laghi, Cusio Mottarone und Val Strona und sie ist mit dem Ökomuseum Orta-See und Mottarone verbunden.
Die Nachbargemeinden sind Casale Corte Cerro, Germagno, Ornavasso, Quarna Sopra und Valstrona. 

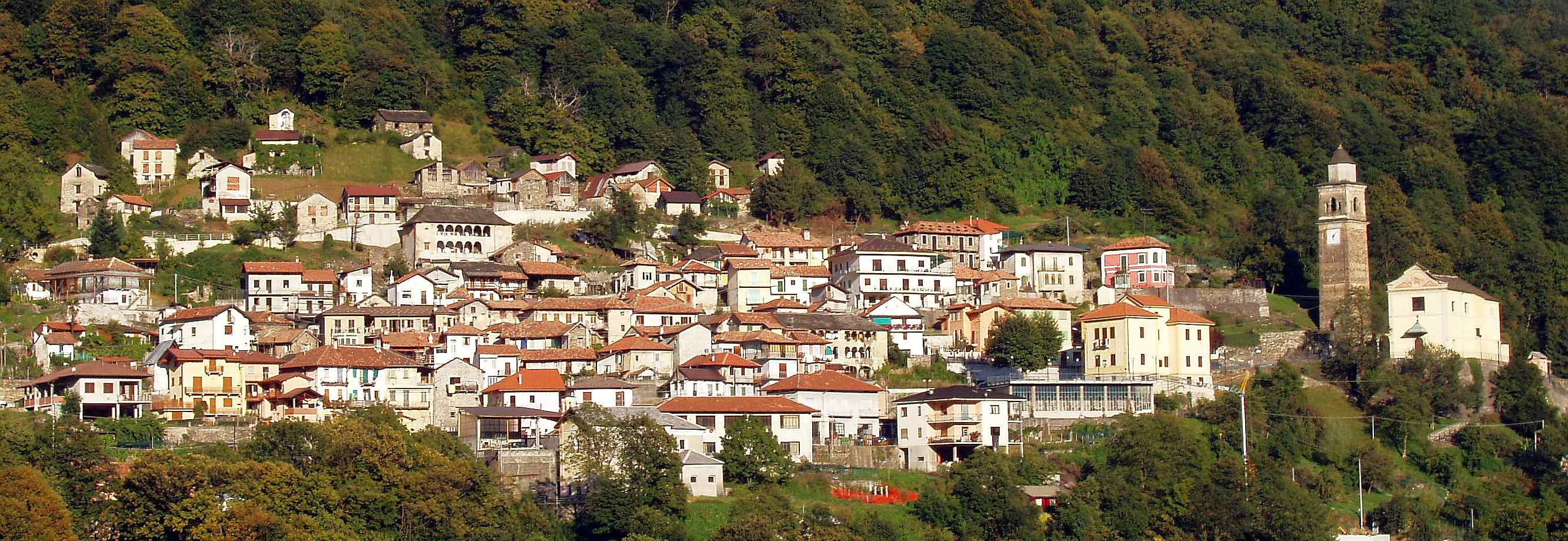
Loreglia

## Literatur

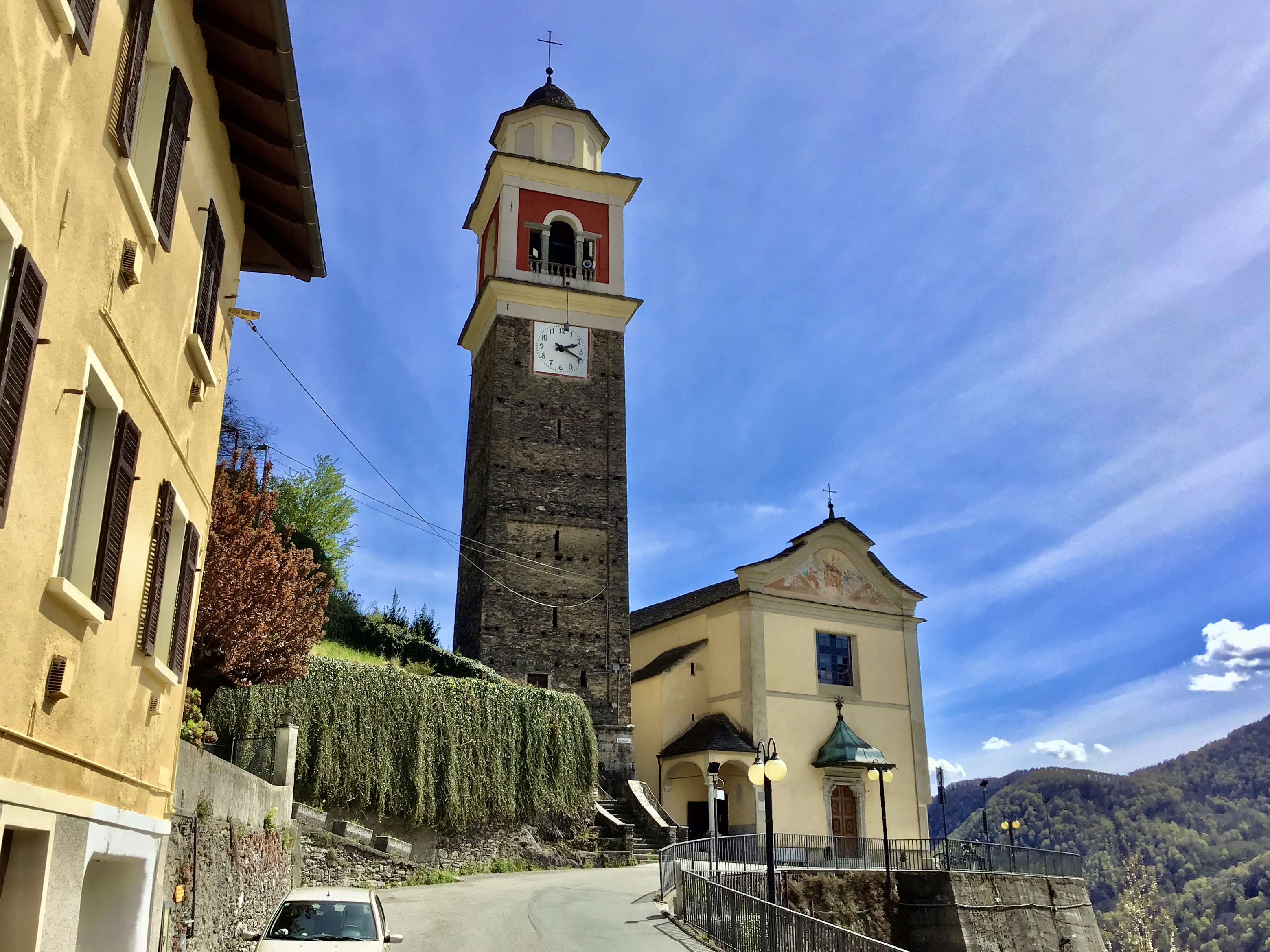
Die Pfarrkirche San Gottardo

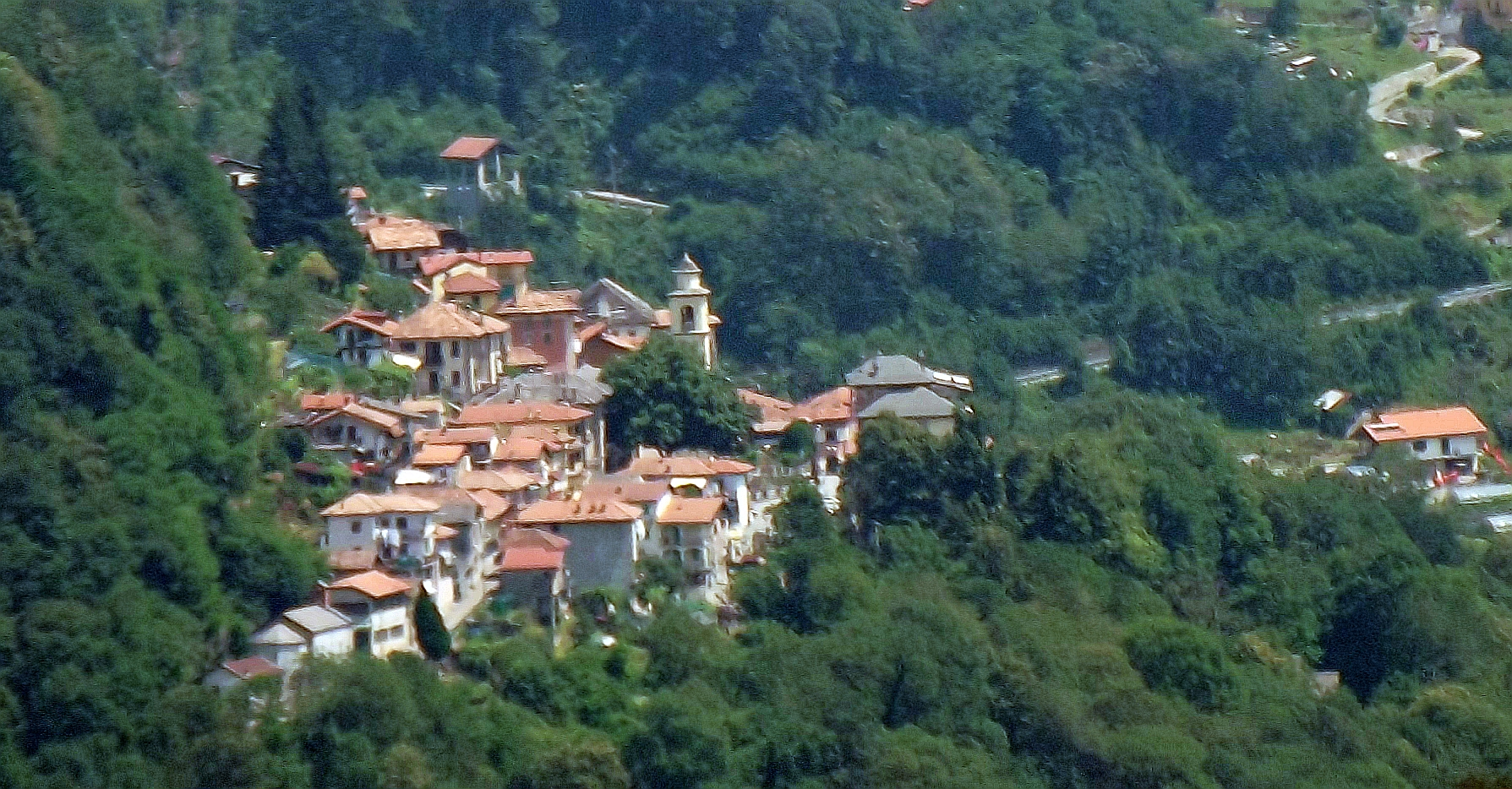
Fraktion Chesio